# مردخاي-حاييم ستيرن
مردخاي-حاييم ستيرن هو مصرفي ورئيس تنفيذي وسياسي إسرائيلي، ولد في 16 أكتوبر 1914 في فيينا في النمسا، وتوفي في 21 فبراير 1975 في إسرائيل. نشط حزبياً في جاحال. وقد انتخب الرئيس التنفيذي وانتخب عضو الكنيست ‏ (22 نوفمبر 1965 – 17 نوفمبر 1969).